# 窪岡俊之
窪岡 俊之（くぼおか としゆき、1963年12月19日 - ）は、日本のアニメーター、キャラクターデザイナー、アニメ演出家・監督。北海道出身。

## 人物・エピソード
- 湖川友謙が率いたアニメーター集団ビーボォーのメンバーの一人。後にグラビトン・ガイナックスを経て、2012年頃にはSTUDIO 4℃に所属していた[2]。2018年以降はC2Cを中心に監督・演出家として活動している。
- 本田雄と公私共に交流が深く、影響を受け合っている。
- 2005年に初代『THE IDOLM@STER』のキャラクターデザインを担当した[3]。基本的にメインキャラクターは全て窪岡のデザインしたものである。キャラクターデザインをすることになったきっかけは、以前よりナムコのゲーム作品のキャラクターデザインを手がけることが多かったからであり、担当プロデューサー直々の指名であった。

## 参加作品

### アニメ
1980年
- 伝説巨神イデオン

1982年
- 戦闘メカ ザブングル（動画）

1983年
- 聖戦士ダンバイン（動画、原画）

1984年
- よろしくメカドック（28話作画監督）

1985年
- 重戦機エルガイム（原画）
- ルパン三世 バビロンの黄金伝説（原画）
- オーディーン 光子帆船スターライト（原画）
- 超獣機神ダンクーガ（16、21話原画）
- GREED（原画）

1986年
- プロジェクトA子（原画）

1987年
- 王立宇宙軍 オネアミスの翼（作画監督補佐、原画）
- ダーティペア（3、6話原画）
- プロジェクトA子2 大徳寺財閥の陰謀（原画）

1988年
- トップをねらえ!（アニメーションキャラクターデザイン、総作画監督、原画）
- プロジェクトA子3 シンデレララプソディ（原画）

1989年
- 機動戦士ガンダム0080 ポケットの中の戦争（タイトルアニメーション・ED作画・2、4、5話作画監督）
- バオー来訪者（原画）
- 聖獣機サイガード -CYBERNETICS・GUARDIAN-（原画）

1990年
- ふしぎの海のナディア（12話演出、12、31、39話絵コンテ、2、20、36話作画監督）

1992年
- Compiler Music Clips（「夜に目覚めて」原画）

1994年
- ジャイアントロボ THE ANIMATION -地球が静止する日（1994年 - 1995年、キャラクターデザイン・1話絵コンテ・1、2話作画監督）
  - 素足のGinRei EPISODE:1～盗まれた戦闘チャイナを探せ大作戦!!（キャラクターデザイン）
  - 鉄腕GinRei EPISODE:23～禁断の果実を奪還せよ極楽大作戦!!（キャラクターデザイン）
  - 青い瞳の銀鈴「GinRei with blue eyes」（キャラクターデザイン）

1995年
- YAMATO2520（キャラクターデザイン・レイアウト・作画監督）

2001年
- GUNDAM EVOLVE（「EVOLVE../12 RMS-099 RICK-DIAS」キャラクターデザイン）
- ラーゼフォン（26話第一原画）

2003年
- SDガンダムフォース（29、36、50話絵コンテ）

2004年
- BECK（4話絵コンテ）

2005年
- 巌窟王（3、10、15、20話画コンテ・20話演出・OP、11、20、24話原画）
- ゾイドジェネシス（OP原画）

2006年
- 銀色の髪のアギト（原画）
- ディープ・イマジネーション-創造する遺伝子たち（「End of the world」原画）
- ヴァレリアン&ロールリンヌ （英語版記事）（演出）

2007年
- 月面兎兵器ミーナ（11話原画）
- アイドルマスター XENOGLOSSIA（メインキャラクター原案）
- 電脳コイル（1、2話原画）
- キスダム -ENGAGE planet-（サブキャラクターデザイン（共同）・OP原画）
- Genius Party（「上海大竜」絵コンテ・演出）

2008年
- マクロスF（OP原画）
- バットマン ゴッサムナイト（「克服できない痛み」監督・絵コンテ・演出・原画）
- Genius Party Beyond（「GALA」作画監督（前田真宏と共同）・原画）

2011年
- THE IDOLM@STER（キャラクター原案）

2012年
- 映画『ベルセルク 黄金時代篇』 三部作（2012年 - 2013年、監督）

2015年
- 彼女が漢字を好きな理由。（キャラクターデザイン）

2016年
- クラシカロイド（絵コンテ）

2017年
- 神撃のバハムート VIRGIN SOUL（絵コンテ）
- 銀の墓守り（演出）

2018年
- はるかなレシーブ（監督・絵コンテ）

2020年
- 魔女の旅々（監督・絵コンテ）

2023年
- 便利屋斎藤さん、異世界に行く（監督、絵コンテ）
- シャングリラ・フロンティア（監督）

### ゲーム
1990年
- 電脳学園III トップをねらえ!（作画）

1992年
- LUNAR ザ・シルバースター（キャラクターデザイン・アニメパート監督・絵コンテ・作画監督（共同）・原画・脚本協力（セガサターン以降））

1994年
- LUNAR エターナルブルー（キャラクターデザイン・アニメパート総監督（セガサターン以降））

1996年
- アルバートオデッセイ外伝〜LEGEND OF ELDEAN〜（説明書表紙イラスト）

1997年
- グランディア（サンクス）

1999年
- エヴァと愉快な仲間たち 脱衣補完計画!（パッケージイラスト・イベント原画）

2002年
- 青春クイズカラフルハイスクール（キャラクターデザイン）

2005年
- テイルズ オブ レジェンディア（原画）
- LUNAR －ジェネシス－（キャラクター原案・監修）
- THE IDOLM@STER（キャラクターデザイン）

2007年
- シャイニング・フォース イクサ（キャラクタームービー画コンテ・演出）

2008年
- ファンタシースターZERO（キャラクター監修）

2011年
- アンチェインブレイズ レクス（「ニコ」デザイン）

2012年
- 夕暮れのバルキリーズ（キャラクターデザイン）

## その他
- LIVE～泉野明写真集（レイアウト・原画）
- 超電磁ロボ コン・バトラーV（1992年発売のCDジャケットの原画（庵野秀明と共同））
- 宇宙戦艦ヤマトIII（1998年発売のVTRパッケージの原画・ラフデザイン）